# 38スペシャル
38スペシャル（サーティエイト・スペシャル、38 Special）は、1975年にアメリカ合衆国フロリダ州ジャクソンヴィルでドニー・ヴァン・ザントを中心に結成されたサザン・ロック・バンド。バンド名は、アマチュア時代に倉庫で練習していた時に警察に通報され、駆け付けた警察官が突き付けた38口径の拳銃弾の一種「.38スペシャル弾」に由来する。

## 経歴
レーナード・スキナードのロニー・ヴァン・ザントの弟ドニー・ヴァン・ザントと、隣人のドン・バーンズを中心に結成。A&Mレコードと契約し1977年にアルバムをリリースした。
ブルースロックに基づいたスタジアム・ロック系のサウンドは大衆に馴染みやすく、1982年のシングル「Caught Up in You」がビルボードのロック部門ナンバーワン・ソングとなった。アルバム『サザーン・ボーイズ』(1981年)、『スペシャル・フォーシズ』(1982年)、そして『ツアー・デ・フォース』(1983年)の3作はプラチナ・レコードとなり、シングルとアルバムの両部門で国内のチャートでビッグ・ヒットを記録する。1984年に初来日。現在も基本的メンバーを中心にライブ活動を行っている。

## ディスコグラフィ

### スタジオ・アルバム
- 『38スペシャル』 - 38 Special (1977年)
- 『スペシャル・デリヴァリー』 - Special Delivery (1978年)
- 『ロッキン・イントゥ・ザ・ナイト』 - Rockin' into the Night (1979年)
- 『サザーン・ボーイズ』 - Wild-Eyed Southern Boys (1981年)
- 『スペシャル・フォーシズ』 - Special Forces (1982年)
- 『ツアー・デ・フォース』 - Tour de Force (1983年)
- 『ストレングス・イン・ナンバーズ』 - Strength in Numbers (1986年)
- 『ロックン・ロール・ストラテジー』 - Rock & Roll Strategy (1988年)
- 『ボーン・アゲインスト・スティール』 - Bone Against Steel (1991年)
- 『レゾルーション』 - Resolution (1997年)
- A Wild-Eyed Christmas Night (2001年)
- Drivetrain (2004年)